# Бабатай (Акмолинская область)
Бабатай (каз. Бабатай) — станция в Аршалынском районе Акмолинской области Казахстана. Входит в состав сельского округа Арнасай. Код КАТО — 113442200.

## География
Станция расположена в западной части района, на расстоянии примерно 22 километров (по прямой) к северо-западу от административного центра района — посёлка Аршалы, в 8 километрах к юго-западу от административного центра сельского округа — аула Арнасай.
Абсолютная высота — 394 метров над уровнем моря.
Ближайшие населённые пункты: село Волгодоновка — на севере, село Жалтырколь — на западе, аул Арнасай — на северо-востоке, станция Шоптиколь — на юго-востоке.
Через станцию проходит железная дорога «Нур-Султан — Караганда».

## Население
В 1989 году население станции составляло 371 человек (из них казахи — 53%, русские — 25%).

В 1999 году население станции составляло 350 человек (174 мужчины и 176 женщин). По данным переписи 2009 года, в населённом пункте проживал 301 человек (157 мужчин и 144 женщины).
| Численность населения | Численность населения | Численность населения |
| 1989                  | 1999                  | 2009                  |
| --------------------- | --------------------- | --------------------- |
| 371                   | ↘350                  | ↘301                  |

## Улицы[6]
- ул. Бейбитшилик
- ул. Кенесары
- ул. Конституция
- ул. Момышулы
- ул. Мусрепов
- ул. Саттарханов
- ул. Уалиханов